# Oleniec
Oleniec (biał. Алянец, ros. Оленец) – wieś na Białorusi, w obwodzie grodzieńskim, w rejonie smorgońskim, w sielsowiecie Zalesie.

## Historia
W czasach zaborów wieś w powiecie oszmiańskim, w guberni wileńskiej Imperium Rosyjskiego. W 1866 roku liczyła 157 mieszkańców w 21 domach, należała do dóbr Zalesie, własność ks. Ogińskich.
W latach 1921–1945 wieś leżała w Polsce, w województwie wileńskim, w powiecie oszmiańskim (od 1927 roku w powiecie mołodeckim), w gminie Bienica.
W 1931 wieś w 79 domach zamieszkiwało 411 osób.
Wierni należeli do parafii rzymskokatolickiej w Smorgoniach i prawosławnej w Zalesiu. Miejscowość podlegała pod Sąd Grodzki w Mołodecznie i Okręgowy w Wilnie; właściwy urząd pocztowy mieścił się w Zalesiu.
W wyniku napaści ZSRR na Polskę we wrześniu 1939 miejscowość znalazła się pod okupacją sowiecką. 2 listopada została włączona do Białoruskiej SRR. Od czerwca 1941 roku pod okupacją niemiecką. W 1944 miejscowość została ponownie zajęta przez wojska sowieckie i włączona do Białoruskiej SRR.
Od 1991 w składzie niepodległej Białorusi.